# Giuseppe Torquato Gargani
Giuseppe Torquato Gargani, né à Florence, le 12 février 1834 et mort à Faenza, le 29 mars 1862 est un écrivain et critique littéraire italien.

## Biographie
Florentin de naissance, il a fréquenté les écoles (Scuole Pie) des Piaristes, où il était le camarade de Giosuè Carducci, pendant les deux années de classe de rhétorique (1849-1851). Ensemble, le père Geremia Barsottini est leur professeur et ils se sont liés d'amitié. Plus tard, il fut envoyé en Romagne par Pietro Thouar et, de 1853 à 1856, il fut précepteur à Faenza du comte Pierino Laderchi.
En 1856, le jeune poète livornais Braccio Bracci publia un petit volume de vers intitulé Fiori e Spine, (Fleurs et épines) auquel Guerrazzi avait joint une lettre, dans laquelle il disait que l'auteur était « un oiseau destiné à un haut vol ». Carducci, qui était un fervent support de Guerrazzi, était passé à un « classicisme rigoureusement strocchien ». Il projetait, avec ses amis florentins Giuseppe Chiarini et Ottaviano Targioni Tozzetti, d'écrire une Diceria en opposition au goût romantique de Fiori e Spine. C'est lui qui a proposé le nom d'Amici pedanti  (Amis pédants), avec lequel ils se firent connaître.

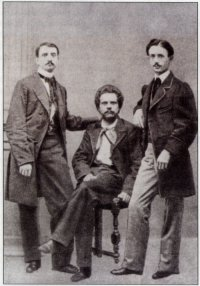
Les Amici pedanti : Giuseppe Torquato Gargani, Giosue Carducci, Giuseppe Chiarini.

Compte tenu de la difficulté de trouver un éditeur pour publier le texte, les Amis pédants se cotisèrent (Carducci lui-même a contribué pour la somme de quatre Paoli) et donc, Di Braccio Bracci e degli altri poeti nostri odiernissimi (... et autres de nos poètes les plus modernes), Diceria de G.T.Gargani, a été publié aux frais des Amis pédants. L'œuvre de Bracci n'était déjà devenue plus qu'un prétexte pour polémiquer contre le romantisme tardif et proposer un retour aux classiques, avec une cinglante ironie.
Le texte a déchaîné un cataclysme dans une ville dominée par la pensée romantique et les idées de Pietro Fanfani. Enrico Nencioni, un ami proche des Amis pédants, s'est rebellé contre la violence de « l’œuvrette » et, dans Lo Spettatore, a répondu par quelques vers intitulés Al Manzoni. Les journaux locaux ont pris fait et cause contre Gargani : Lo Spectator, Pastime, La Lanterne de Diogène, l'Avvisatore, Il Buon Gusto, Lo Scaramuccia et l'Eco dei Teatri ont élevé leur voix de manière unanime. Ferdinando Martini, alors adolescent, dans La Lente , se moque des vêtements peu corrects, que Gargani était coutumier de porter, Le Passatempo, le 2 août, fit la caricature de l'auteur, le représentant avec une grosse tête et des oreilles très longues, tandis qu'un petit garçon fait glisser sa perruque, laissant la nuque découverte, sur laquelle on peut lire : « Di Braccio Bracci e degli altri poeti nostri odiernissimi » et dit, en se moquant :« Voyons : On aurait dû y trouver une autre Divine Comédie et en fait... ».
Carducci a vigoureusement défendu Gargani et les Amici pedanti qui élaborèrent ensemble une réponse immédiate, même si elle n'a été publiée qu'en décembre. Ce livret de 160 pages, Giunte alla derrata (Joint avec la marchandise), se composait de deux parties, un préambule et un texte de Gargani. En réalité, l'auteur véritable du préambule et de quelques-uns des sonnets qui y étaient rassemblés était effectivement Giosuè Carducci. Ce qui prouve que leur réaction, bien que véhémente, comme à l'occasion de la Diceria, savait rester dans des limites raisonnables pour conserver la cohésion des Amis, et  par déférence envers Carducci, qui commençait à imposer sa supériorité intellectuelle.
Avec Targioni Tozzetti, Gargani travaillera ensuite l'été suivant sur le Volgarizzamento d'Esopo per uno da Siena, basé sur un texte qu'ils avaient trouvé dans la Bibliothèque Laurentienne des Médicis en 1864. En absence du responsable de la Laurenziana, Crisostomo Ferrucci, Gargani en profitait, parait-il, pour laisser libre cours à sa veine fantaisiste et se laissait aller à imiter une grenouille, à la stupéfaction des personnes présentes. Gargani, était ainsi, passionné de tempérament et fervent révolutionnaire : « C'était un pur Florentin ; et il ressemblait à une figure étrusque qui se serait enfuie d'une urne de Volterra ou de Chiusi ; une personne anguleuse, mais sans ventre, et avec deux yeux de feu », se souviendra Carducci.
De 1856 à 1858, Gargani fut de nouveau précepteur, cette fois-ci à Montegemoli, près de Volterra, et l'année suivante, il s'engagea comme volontaire pour la Seconde Guerre d'Indépendance, endurant trente jours d'emprisonnement pour avoir exigé le droit de vote des militaires par le gouvernement provisoire toscan. Il faisait alors partie des Mille et a débarqué avec eux à Marsala.
Après l'expérience Garibaldienne, il est nommé premier professeur de latin (1860), puis de lettres italiennes, latines et grecques (1861) au lycée de Faenza où, en 1861, il publie, pour  Pietro Conti, un volume de Versi, comprenant dix sonnets, deux chansons et une idylle.
À Faenza, il tenait souvent avec Carducci et d'autres hommes illustres, un salon littéraire fréquenté par des intellectuels de Faenza. Pendant ce temps, il a été abandonné par la sœur d'Enrico Nencioni avec qui il avait échangé une promesse de mariage à Florence. Il meurt le 29 mars, triste et souffrant de tuberculose, après plusieurs semaines d'agonie, alors que Carducci venait de Bologne à son chevet presque quotidiennement.
Le 29 avril, le grand poète se souvient de lui dans le journal florentin Le veglie letterarie (Sa nécrologie a été réimprimée dans Ceneri e Faville) et il lui consacre quelques pages dans les "Risorse" de San Miniato al Tedesco (1883), ainsi qu'une poésie Congedo dei Levia Gravia.

« O ad ogni bene accesa
anima schiva, e tu lenta languisti
da l'acre ver consunta e non ferita:
tua gentilezza intesa
al reo mondo non fu, ché la vestisti
di sorriso e disdegno; e sei partita.
Con voi la miglior vita
dileguossi, ahi, per sempre!, anime care;
qual di turbato mare
tra i nembi sfugge e di splendor vestita
par da l'occiduo sol la costa verde
a chi la muta con l'esilio e perde. »

## Œuvres
- Versets, Faenza, Ed. Tipografia Conti, 1861.
- Di Braccio Bracci e degli altri poeti nostri odiernissimi: diceria ristampata per cura di Carlo Pellegrini, Naples, Ed. F. Perrella, 1915.